# State of Play
State of Play è un film del 2009 diretto da Kevin Macdonald, basato sull'omonima miniserie televisiva britannica della BBC.
È uscito nelle sale italiane il 30 aprile 2009.

## Trama
A Washington, una notte, un ladro in fuga viene ucciso da un uomo con una valigetta, che poi spara anche ad un passante in bicicletta testimone della vicenda, il quale viene ricoverato in ospedale, in coma. La mattina seguente, una giovane donna, Sonia Baker, muore sotto un treno della metropolitana: tutti pensano a un suicidio; la giovane era l'amante del deputato Stephen Collins ed era anche la sua assistente. Collins, che ha un'esperienza militare, è alla guida di una commissione congressuale che si occupa della gestione dei fondi per la difesa nazionale, in odore di illeciti legati ad un'azienda privata nel settore della sicurezza, la PointCorp. Collins è il primo che non crede al suicidio della sua amante, poiché quella mattina stessa, la donna gli aveva mandato un video in cui appariva particolarmente allegra e perciò tutt'altro che intenzionata a suicidarsi. Stephen mostra il video a un suo vecchio amico e compagno di stanza al college, Cal McAffrey, un affermato giornalista, poco avvezzo alle nuove tecnologie e maggiormente portato all'investigazione ed al giornalismo d'inchiesta fatto di domande scomode e pedinamenti pericolosi.
Cal viene chiamato dal suo direttore, la combattiva Cameron Lynne, a condividere un'inchiesta con la giovane giornalista Della Frye; i due scoprono che la morte di Sonia si è verificata in uno dei tre punti ciechi nel sistema delle telecamere della metropolitana. Cal ritiene che le riprese possano comunque chiarire la morte di Sonia e trova un collegamento tra il ladruncolo e una ragazza senzatetto. Trovata la ragazza, questa dà a Cal delle fotografie che aveva rubato dalla valigetta del sicario; le foto mostrano immagini in cui Sonia parla con un altro uomo. Intanto l'uomo ferito nella sparatoria si risveglia dal coma, ma viene ucciso da alcuni proiettili sparati a distanza, attraverso la finestra dell'ospedale. Nelle riprese della metropolitana, Della riconosce lo stesso uomo che aveva visto casualmente in ospedale la sera dell'omicidio. Cal scopre che la PointCorp sta per aggiudicarsi un appalto da 40 miliardi di dollari. L'appalto coprirebbe non solo le attività mercenarie all'estero, ma soprattutto la gestione della sicurezza nazionale interna, che il governo avrebbe intenzione di affidare alla compagnia. Indagando, Cal riesce a trovare l'assassino in un condominio, ma questo, armato di pistola, cerca di ucciderlo; Cal riesce a scappare ma si ferisce a una mano, mentre il sicario si dà alla fuga.
Intanto, Della scopre che l'uomo nelle foto è Dominic Foy, anch'egli collaboratore di una filiale di PointCorp, il quale, interrogato da Cal, confessa per chi Sonia lavorava in realtà: era stata assunta dalla Pointcorp per spiare Collins e lo aveva sedotto per estorcergli informazioni. Ben presto, però, si era innamorata e poco prima di essere uccisa, aveva scoperto di essere incinta di Stephen, senza però rivelarglielo.
Intanto Anne Collins, moglie di Stephen, ammette di provare qualcosa per Cal (i due avevano avuto una relazione in passato, poi lei lo aveva lasciato per Stephen) ma lui afferma che non si può tornare indietro. Stephen si reca alla redazione per fornire la propria versione dei fatti e rendere pubblica la sua estraneità all'omicidio di Sonia.
In seguito, Cal, riguardando, sulla pagina di un giornale, la foto di un gruppo di militari, tra i quali è presente Stephen, riconosce anche il sicario che aveva tentato di ucciderlo e che, come indica la didascalia, risponde al nome di Robert Bingham. È infatti proprio quest'ultimo l'assassino di Sonia e degli altri due testimoni. Bingham, molto probabilmente, ha ucciso anche la ragazza senzatetto che aveva fornito a Cal le foto di Sonia, che nel frattempo è stata trovata morta in circostanze misteriose. Pressato da Cal, Stephen confessa di aver assoldato Bingham perché il comportamento di Sonia lo aveva insospettito e intendeva farla sorvegliare. La situazione però gli era sfuggita di mano, perché Bingham, mentalmente instabile, aveva ucciso Sonia di sua iniziativa e senza informarlo. Cal avvisa allora Stephen che la polizia arriverà fra tre minuti. All'uscita dall'edificio, Cal incontra Bingham che, armato e in tuta militare, tenta di ucciderlo, ma in quell'istante arriva la polizia che spara a Bingham, uccidendolo.
Alla fine, Cal e Della completano l'articolo sulla vicenda, scrivendo che Stephen è stato arrestato.

## Produzione
La produzione del film è stata molto travagliata. Nel novembre del 2007 Brad Pitt, scelto inizialmente nel ruolo del giornalista, ha abbandonato il progetto a causa di divergenze e insoddisfazioni sulla sceneggiatura, ed è stato sostituito da Russell Crowe. In seguito, a causa dei ritardi della lavorazione, Edward Norton si è visto costretto ad abbandonare il progetto per impegni già presi ed è stato sostituito, nel ruolo del politico, da Ben Affleck.

## Riconoscimenti
- 2010 - ASCAP Award
  - Top Box Office Films a Alex Heffes
- 2009 - AACTA Award
  - Miglior attore internazionale a Russell Crowe
- 2009 - Artios Award
  - Nomination Miglior casting per un film drammatico a Avy Kaufman
- 2010 - London Critics Circle Film Awards
  - Nomination Regista britannico dell'anno a Kevin Macdonald
- 2009 - Alliance of Women Film Journalists
  - Nomination Miglior attrice disobbediente all'età e all'azione a Robin Wright
- 2009 - Crime Thriller Awards
  - Nomination Miglior film